# Голосняк Володимир Васильович
Володимир Васильович Голосняк (нар. 18 липня 1970, с. Протеси, Жидачівський район, Львівська область) — український актор театру, кіно та дубляжу, режисер, телеведучий, письменник. Заслужений артист України (2018).

## Життєпис
У 1991 році закінчив Київський державний інститут театрального мистецтва ім. Івана Карпенка-Карого (майстерня професора Ірини Молостової). Працював актором в Коломийському академічному обласному українському драматичному театрі ім. Івана Озаркевича (1991—1993), Івано-Франківському національному академічному драматичному театрі ім. Івана Франка (1993—1996), львівському Національному академічному українському драматичному театрі ім. Марії Заньковецької (1996—2000), Київській академічній майстерні театрального мистецтва «Сузір'я» (2016—2018). З 2018 по 2021 рік  працював художнім керівником Камерної сцени ім. Івана Козловського Київського національного академічного театру оперети.
Учасник міжнародних театральних фестивалів монодрам в Албанії, Чехії, Україні. На фестивалі «ALBAMONO 2018» відзначений нагородою «The Best Audience» за моновиставу «Бій з тінню».
Працював ведучим програм інформаційного та ділового мовлення («На добраніч діти» на «УТ-1»; «Погода» на телеканалі «ТЕТ»; «Вісті», «Світ атома», «Шляхами України», «Діловий світ» на Першому національному телеканалі, програми «Ера бізнесу» на телеканалі «ЕРА», «Новини» на «UBR»).
Напередодні «Помаранчевої революції» відмовився читати новини по «темниках» на  Першому національному телеканалі, через що був відсторонений від етеру.

## Театр

### Акторські роботи
Київська академічна майстерня театрального мистецтва «Сузір'я»
- «Колишні. Монолог із бомбосховища» моновистава за мотивами новели Володимира Голосняка «Колишні» [7]
- «Хочу в Париж» моновистава за мотивами однойменного оповідання Михайла Веллера; реж. Володимир Голосняк[8]
- «Бій з тінню», моновистава за мотивами роману «Коли цвіли гарбузи» Драгослава Михаїловича[9]

Камерна сцена ім. Івана Козловського Київського національного академічного театру оперети
- «Ліквідація» за мотивами п'єси «Два ангели, чотири людини» Віктора Шендоровича; реж. Володимир Голосняк — Грішний ангел[10]

Національний академічний український драматичний театр імені Марії Заньковецької (Львів)
- «Мораль пані Дульської» за п'єсою Габріелі Запольської — Збижко
- «Мадам Боварі» Ярослава Стельмаха за мотивами роману Гюстава Флобера — Леон

Антреприза
- «Маленькі трагедії» за однойменною п'єсою Олександра Пушкіна — Альбер, Дон Карлос

Івано-Франківський національний академічний драматичний театр імені Івана Франка
- «Скупий» за однойменною п'єсою Мольєра — Валєр
- «Циганський барон» оперета Йоганна Штрауса — Отокар

Коломийський академічний обласний український драматичний театр імені Івана Озаркевича
- «Іродова морока» за п'єсою Пантелеймона Куліша — Чорт

### Режисерські роботи
Мистецькі акції
- 2002 — «Сельмер — Париж в Україні» – міжнародний фестиваль саксофоністів (м. Київ, Будинок актора, Національна музична академія імені Петра Чайковського, Український дім, Національна філармонія України)
- 2004 — «Міс університет» — всеукраїнський конкурс краси (м. Київ, палац культури НТУУ «КПІ»)
- 2005 — «Революція на граніті. 15 років потому» (м. Київ, Майдан Незалежності)
- 2006 — «Калнишева рада» — всеукраїнське козацьке свято на батьківщині Петра Калнишевського (с. Пустовійтівка, Роменський район, Сумська область)
- 2006, 2007 — Всеукраїнська мистецька акція «Ростоки» (м. Івано-Франківськ; м. Кіровоград; м. Чернігів)[11]
- 2008 — «Лесина осінь» — літературно мистецьке свято (м. Ялта, театр імені А. Чехова)
- 2008 — «Сопот 2008» — фестиваль української культури (Польща, м. Сопот, Лісова опера)
- 2008 — «Слава золота» — історична реконструкція переможної битви Б. Хмельницького під Корсунем (с. Виграїв, Корсунь-Шевченківський район, Черкаська область)[12]
- 2008, 2009 — Всеукраїнський фестиваль бандурного мистецтва ім. Остапа Вересая (Київ, Полтава, Конотоп, Батурин, Кременець, Ялта)[13]
- 2009 — «Назавжди» — концерт присвячений 60-й річниці від дня народження Володимира Івасюка (м. Київ, МЦКТ)
- 2009 — «У перевеслі вічної краси…» — творчий звіт Львівщини (м. Київ, Національний палац Україна)
- 2009 — «А за віру хоч умріте, і вольностей бороніте» — урочистий вечір з нагоди 370 річниці від дня народження Івана Мазепи (м. Київ, Національна опера України)
- 2009 — Урочистості з нагоди відзначення 350-річчя перемоги війська під проводом гетьмана України Івана Виговського у Конотопській битві (с. Шаповалівка, Конотопський район, Сумська область)
- 2009 — Урочистий вечір присвячений 130-й річниці від дня народження Симона Петлюри (м. Київ, Національний драматичний театр імені Івана Франка)
- 2009, 2010 — «Панацея» — щорічна церемонія нагородження професіоналів фармацевтичної галузі (м. Київ, Національний палац «Україна»)
- 2010 — Національний день України на Всесвітній виставці «Експо 2010» (Китай, м. Шанхай)
- 2010 — «Будь вільним» — концерт присвячений 360-й річниці створення української козацької держави (м. Київ, Національний палац «Україна»)
- 2017 — Всеукраїнський фестиваль сучасної та популярної музики «Червона рута» (м. Маріуполь)[14]
- 2017, 2018, 2019 — Міжнародний культурно-мистецький фестиваль «Карпатський простір» (м. Івано-Франківськ)[15]
- 2023 — Церемонія нагородження лауреатів Національної премії України ім. Тараса Шевченка (селище Бородянка, Бучанського району, Київської області)
- 2024 — Церемонія нагородження лауреатів Національної премії України ім. Тараса Шевченка (м. Київ, Національний драматичний театр імені Івана Франка)

Театральні вистави
- 2019, 24 січня — «Марія Каллас» (Камерна сцена ім. Івана Козловського Київського національного академічного театру оперети)[16][17]
- «Ліквідація» (Камерна сцена ім. Івана Козловського Київського національного академічного театру оперети)
- «Хочу в Париж» (Київська академічна майстерня театрального мистецтва «Сузір'я»)

## Фільмографія

### Фільми
Перелік кіноробіт наведено по Кінобазі
- 1993 — 1996 — «Час збирати каміння» — Олекса («Укртелефільм», реж. Володимир Андрощук)
- 1995 — «Атентат — Осіннє вбивство в Мюнхені» — епізод (реж. Лесь Янчук)
- 1997 — «Роксолана. Кохана дружина Халіфа» — Принц Мустафа («Укртелефільм», реж. Борис Небієрідзе)
- 1998 — «Сьомий перстень чаклунки» — Ігліт («Пелікан», «ТВ-центр», «Укртелефільм», реж. Борис Небієрідзе)
- 2000 — «Ейзенштейн» — епізод (реж. Ренні Бартлетт)
- 2000 — «Нескорений» — епізод (реж. Лесь Янчук)
- 2001 — «Пані удача» — Петро Кльоцов («Студія 2В», реж. Марина Мігунова)
- 2002 — «Прощання з Каїром» — епізод (реж. Олег Бійма)
- 2002 — «Роксолана. Володарка імперії» — Принц Селім («Укртелефільм», реж. Борис Небієрідзе)
- 2004 — «Попіл Фенікса» — епізод (реж. Володимир Попков)
- 2004 — «Правда про Чорнобиль» — Валерій Перевозченко («Discovery», реж. Ренні Бартлетт)
- 2006 — «Дев'ять життів Нестора Махно» — генерал Слащьов («ДомФільм», реж. Микола Каптан)
- 2016 — «Чорна квітка» — епізод (реж. Роман Барабаш)
- 2016 — «Співачка» — Петро («Front Cinema Production», реж. Олександр Сальников, Міла Погребиська, Антон Циватий, Юлія Іващенко)
- 2018 — «Обручка з рубіном» — головний інженер («Front Cinema Production», реж. Міла Погребиська)
- 2020 — «Ментівські війни. Харків» — Клєбанов. (Студія: «1+1 MEDIA». Режисер: Валеріан Рожко.)
- 2021 — «Козирне місце» — Корсун («1+1 MEDIA», реж. Тарас Ткаченко)
- 2021 — «Врятувати Віру» — Лікар («Київтелефільм», реж. Олександр Ітигілов)
- 2022 — «Люксембург, Люксембург» — Тесть («Limelite/ForeFilms», реж. Антоніо Лукіч)
- 2023 — «Гарячий» — Єгоренко («Старлайт Продакшн», реж. Олег Туранський)
- 2024 — «Одна родина» — Василь («ПроКіно», реж. Максим Мехеда)
- 2024 — «Примарна спадщина» — Михайло («Енерджі фільм продакшн», реж. Олександр Будьонний)
- 2024 — «Ліки від минулого» — Олексій Ковтун («Старлайт Продакшн», реж. Володимир Янощук)
- 2025 — Короткометражний фільм «Найлегший пасажир в історії» — Водій таксі. («Postmen production», реж. Антоніо Лукіч)

### Реклама
- UMC
- Миргородська
- Мedoff
- Снежная королева
- Нововид
- Indesit

### Дубляж та озвучування фільмів
Кінопрокат
- 2006 — «Тачки» / Cars — Дзень и М. Шумахер
- 2006 — «Дежа Вю» / Deja Vu — Марк Фінні / Донеллі
- 2006 — «Ніч у музеї» / Night at the Museum
- 2006 — «Пірати Карибського моря: Скриня мерця» / Pirates of the Caribbean: Dead Man's Chest — Дермот Кіні / Макус
- 2007 — «Примарной вершник» / Ghost Rider — Дональ Лоґу / Мак
- 2007 — «Реальні Кабани» / Wild Hogs — Джон МакҐінлі
- 2007 — «Трансформери» / Transformers
- 2007 — «Тримай хвилю» / Surf's Up
- 2008 — «Кун-фу панда» / Kung Fu Panda — Девід Крос / Журавель
- 2008 — «Залізна людина» / Iron Man
- 2008 — «Неймовірній Халк» / The Incredible Hulk — Тай Буррелл / Леонард
- 2008 — «Явище» / The Happening — Дередж Гардінґ / Кондуктор
- 2009 — «Ангели і демони» / Angels & Demons
- 2009 — «Бригада „М“» / G-Force
- 2009 — «Як все заплутано» / It's Complicated — Пет Фінн / Лікар
- 2010 — «Аліса в країні чудес» / Alice in Wonderland
- 2010 — «День Святого Валентина» / Valentine's Day
- 2011 — «Кун-фу панда 2» / Kung Fu Panda 2 — Девід Крос / Журавель
- 2011 — «Фантастичні пригоди Шарпей» / Sharpay's Fabulous Adventure — Джеррі

Двоголосе закадрове озвучування для телебачення
- 1980 — «Рядова Бенджамiн» / Private Benjamin
- 1986 — «Дикі кішкі» / Wildcats
- 1991 — «Сімейка Адамсів» / The Addams Family
- 1995 — «Поцілунок смерті» / Kiss of Death
- 1995 — «Чотири кімнати» / Four Rooms
- 1997 — «Нічого втрачати» / Nothing to Lose
- 1997 — «Солдат Джейн» / G.I. Jane
- 1998 — «Льодовиковий період» / Ice
- 2000 — «Хлопці та дівчата» / Boys and Girls
- 2001 — «Діти шпигунів» / Spy Kids
- 2002 — «Еквілібрум» / Equilibrum
- 2003 — «Кіт у капелюсі» / The Cat in the Hat
- 2004 — «Ґарфілд» / Garfield
- 2004 — «Хороша жінка» / A Good Woman
- 2005 — «Залишайся» / Stay
- 2007 — «Доказ смерті» / Grindhouse

## Літературна діяльність
Автор поетичної збірки «Ти, твій блазень та інші», видавництво «Лілея-НВ» (2001), збірки сучасної прози до якої увійшли повісті «Хор Ярузельського», «Кульгавий», «Колишні», видавництво «Гамазин» («Зелений пес», 2023).
До других роковин повномасштабного вторгнення Росії в Україну «Радіо Культура» здійснило запис радіодрами «Колишні», основою якої стала однойменна новела Володимира Голосняка. Прем'єра радіодрами відбулася 23 лютого 2024 року.
У 2024 році Одеський академічний театр музичної комедії імені Михайла Водяного здійснив постановку п’єси Володимира Голосняка, яку створено за мотивами однойменної новели. Прем’єра вистави «Колишні» відбулася 18  вересня 2024 року